# Tram Zürich West

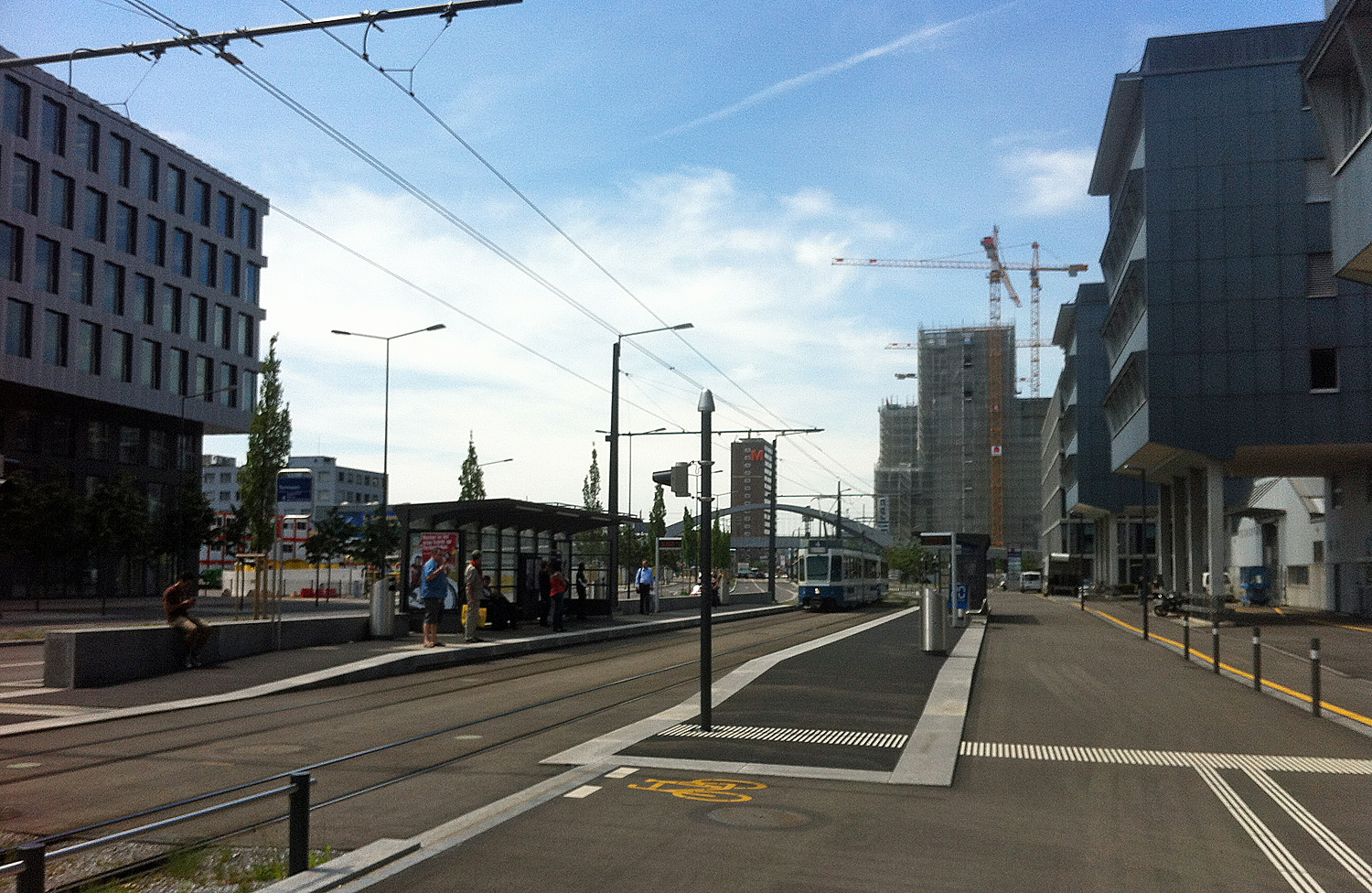
Pfingstweidstrasse, Haltestelle Technopark

Tram Zürich West (TZW) ist der offizielle Projekttitel für eine Neubaustrecke der von den Verkehrsbetrieben Zürich (VBZ) betriebenen Strassenbahn Zürich. Die Strecke befindet sich im Zürcher Quartier Escher Wyss, das zum Entwicklungsschwerpunkt Zürich West gehört. Sie wurde am 11. Dezember 2011 eröffnet. Eng an das Projekt gekoppelt ist die Umgestaltung der Pfingstweidstrasse, einer Nationalstrasse der Klasse 3E (städtische Expressstrasse), die den Autobahnast A1H in die Innenstadt verlängert. Aufgrund der Klassifikation der Pfingstweidstrasse sind am Projekt neben weiteren städtischen Dienstabteilungen auch der Kanton Zürich und der Bund beteiligt.

## Projekttermine
Im November 2004 erteilte der Bundesrat den VBZ die Konzession für die Tramstrecke zwischen Escher-Wyss-Platz und Bahnhof Altstetten.
Zwischen dem 10. Januar 2005 und November 2006 konnte das Projekt im Detail im Ausstellungstram auf dem Schiffbauplatz begutachtet werden. Zu diesem Zweck wurde der ausrangierte vierachsige Anhänger B4 768 als stilgerechter Ausstellungsraum hergerichtet. Ab Mitte Dezember 2006 stand der Anhänger Gruppen auf Voranmeldung in der Schleife Hardturm offen. Im April 2007 hat das neue «Infocenter Zürich West» an der Hardstrasse das Ausstellungstram abgelöst.
Am 26. Februar 2007 genehmigte der Zürcher Kantonsrat den Beitrag von 90 Millionen CHF an das Projekt, am 28. Februar 2007 genehmigte auch der Zürcher Gemeinderat den städtischen Beitrag von 59 Millionen CHF mit 76 zu 35 Stimmen. Der dem obligatorischen Referendum unterliegende städtische Beitrag wurde durch die Stadtzürcher Stimmbürger am 17. Juni 2007 mit 69,3 % Ja-Stimmen angenommen.
Gegen den kantonalen Beitrag wurde am 9. März 2007 das fakultative Referendum ergriffen. Der «Bund der Steuerzahler» und die lokale Gruppierung «Pro Zürich West» hatten unabhängig voneinander ein kantonales Referendum angekündigt. Ersterer stellt das Tramprojekt und dessen Kosten grundsätzlich in Frage und rechnet damit, dass die Stimmen aus den ländlichen Gemeinden den Kredit wieder kippen können. Letztere kritisiert die Verknüpfung mit dem Umbau der Pfingstweidstrasse, die den heutigen Zustand langfristig zementieren würde und rechnet mit Stimmen aus grünen und autofeindlichen Kreisen.
Das Zustandekommen des Referendums wurde am 22. Juni von der Direktion der Justiz und des Innern bestätigt und im Amtsblatt vom 6. Juli 2007 rechtskräftig publiziert. Durch das fakultative Referendum kam es am 25. November 2007 zur Abstimmung über den kantonalen Beitrag, der mit 69,8 % Ja-Stimmen ebenfalls angenommen wurde. Die Vorlage wurde dabei in allen zwölf Bezirken angenommen, mit 58,0 % am schwächsten im ländlich geprägten Bezirk Andelfingen, mit 75,5 % am deutlichsten im Bezirk Zürich, der nur die Stadtgemeinde Zürich umfasst. In letzterer konnte der Anteil Ja-Stimmen gegenüber der Gemeindeabstimmung weiter gesteigert werden.
Der Baubeginn war für das zweite Halbjahr 2007 vorgesehen, durch das kantonale Referendum, Beschwerden gegen die Baubewilligung vor dem Bundesverwaltungsgericht und einen absehbaren Baustopp während der Euro 2008, hat sich der offizielle Spatenstich am Escher-Wyss-Platz bis zum 9. September 2008 verzögert. Ein wichtiger Schritt dazu war der Antrag des Kantons, den hängigen Beschwerden die aufschiebende Wirkung zu entziehen. Dem Antrag kam das Bundesverwaltungsgericht für zwei der drei massgeblichen Baulose bereits im November 2007 nach, was nach einer weiteren Anfechtung, vom Bundesgericht im April 2008 letztinstanzlich bestätigt wurde. In Rücksprache mit dem Bund ist der Baubeginn an zwei der drei Baulose bis Ende 2008 ausreichend, damit sich das Projekt für einen Beitrag aus dem Infrastrukturfonds qualifiziert. Der Bund deckt dabei rund die Hälfte der projektierten Kosten aus dem Fonds, der Kantonsbeitrag sinkt damit auf etwa 45 Millionen CHF, der städtische Beitrag auf rund 23 Millionen CHF.
Bei Planungsbeginn hoffte man die Tramstrecke mit dem neuen Hardturm-Stadion bis zur Euro 2008 fertigstellen zu können. Mit der Blockade des Stadionneubaus wurde davon Abstand genommen und als Termin der Fahrplanwechsel im Dezember 2009 angepeilt. Dieser Termin konnte aufgrund von verschiedenen Verzögerungen in der Planungsphase nicht mehr erreicht werden und wurde auf eine geplante Fertigstellung bis Mitte 2010 und die Betriebsaufnahme zum Fahrplanwechsel im Dezember 2010 verschoben. Auch dieser Termin musste aufgrund des kantonalen Referendums ein weiteres Mal verschoben werden, der Baubeginn erfolgte nun am 9. September 2008 mit geplanter Betriebsaufnahme im Dezember 2011.

## Streckenführung
Die Neubaustrecke misst rund drei Kilometer und beginnt am Escher-Wyss-Platz, der im Rahmen des Projekts neu gestaltet wurde. Die neue kreuzförmige Gleisanlage umfasst alle zwölf möglichen Verbindungen der bestehenden drei Äste zum Hauptbahnhof, nach Frankental (Höngg) und nach Werdhölzli (Altstetten) und des neuen Astes zum Bahnhof Altstetten, sowie die Neueinbindung der künftigen Ausfahrt aus dem Tramdepot Hard.

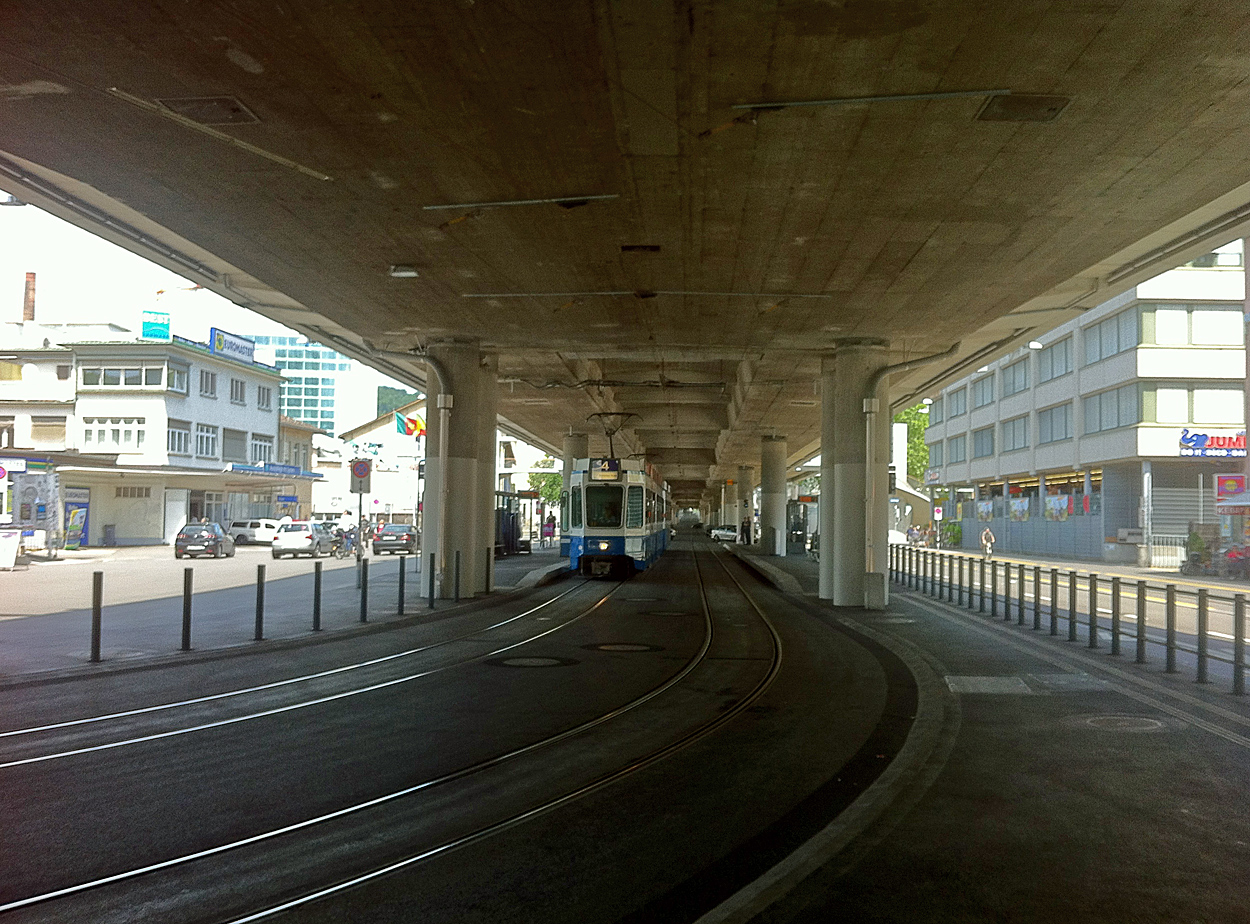
Haltestelle Schiffbau unter der Hardbrücke

Vom Escher-Wyss-Platz aus führt das Trassee nach Süden in Mittellage unter der Hardbrücke hindurch zur Pfingstweidstrasse und folgt dieser in Seitenlage nach Westen zum Hardturm-Stadion. Der letzte Abschnitt überquert beim Stadion die Pfingstweidstrasse und folgt der Aargauerstrasse bis zur Nordseite des Bahnhofs Altstetten, wo die Wendeschleife auf dem neu zu erstellenden Vulkanplatz zu liegen kommt.
Die Linienführung der Buslinie 54 entspricht dem Verlauf der künftigen TZW-Strecke.

### Haltestellen
Entlang der Strecke gibt es sieben Haltestellen mit einem durchschnittlichen Haltestellenabstand von etwa 300 bis 400 Metern. Mit Bedienung aller Haltestellen beträgt die Fahrzeit auf der drei Kilometer langen Strecke etwa 7 Minuten. Die Haltestellen tragen die Namen Schiffbau, Technopark, Toni-Areal, Sportweg, Aargauerstrasse, Würzgraben und Bahnhof Altstetten Nord.
Die Haltestelle Schiffbau entspricht ungefähr der früheren Haltestelle Pfingstweidstrasse, die etwas nach Norden verschoben wurde und auf und unter der Hardbrücke auf derselben Höhe liegt. Die Haltestelle Technopark entspricht der früheren Bushaltestelle, Toni-Areal der früheren Haltestelle Duttweilerbrücke. Die frühere Bushaltestelle Sportweg bleibt erhalten, neu entstand die Haltestelle Aargauerstrasse. In der Aargauerstrasse erhielt die bisher gleichnamige Haltestelle den Namen Würzgraben. Die Endhaltestelle Bahnhof Altstetten Nord liegt auf dem Vulkanplatz östlich der heutigen Bushaltestellen, die ebenfalls auf den neuen Platz verlegt werden.

## Betrieb / Liniennummer
Tramstrecken-Projekte werden in der Planungsphase bei den VBZ gemäss interner Usanz mit einer freien, fiktiven VBZ-Liniennummer bezeichnet, da die endgültigen Linienverknüpfungen oft erst im Laufe der weiteren Arbeiten am Projekt festgelegt werden. Die fiktive Bezeichnung «Tramlinie 18» für die Neubaustrecke in Zürich West wurde von den Medien aufgeschnappt und so weiterverbreitet, was bei der Bevölkerung fälschlicherweise unzählige, teilweise höchst emotionale Nachfragen nach dem Verbleib der Linien 16 und 17 oder dem Grund für den Bau einer isolierten Tramlinie 18 auslöste. Als Reaktion darauf wurde das Projekt schliesslich offiziell auf den Namen «Tram Zürich West» getauft, um die müssige Liniennummern-Diskussion zu beenden.
Geprüft wurden mehrere Varianten, wobei insbesondere die Verlängerungen der am Hauptbahnhof endenden Linien 6 (Teilzeit-Endpunkt) und 10 über den Escher-Wyss-Platz zum Bahnhof Altstetten im Vordergrund standen. Die ältere Planung, die Linie 8 vom Hardplatz mittels einer Querung des SBB-Gleisfelds zu verlängern und dabei den Bahnhof Hardbrücke zu erschliessen, war keine Option mehr, da das dazu notwendige Bauwerk aus Kostengründen aus dem TZW-Projekt wieder gestrichen wurde. Diese Strecke wird erst in einer zweiten Etappe im Jahr 2017 eröffnet.
Im Juli 2006 haben die VBZ ihr Linienkonzept mit den beabsichtigten Ausbauten bis zum Jahr 2025 veröffentlicht. Das bis 2011 zu realisierende Tram Zürich West hat innerhalb dieses Konzeptes erste Priorität. Geplant war ursprünglich die Verlängerung der Tramlinie 10 auf der Strecke der heutigen Linie 4 vom Hauptbahnhof über den Escher-Wyss-Platz bis zum Werdhölzli. Letztlich wurde aber entschieden, eine neue Linie 17 für die Verbindung zwischen Hauptbahnhof und Werdhölzli einzusetzen, die damit auch die bisherige HVZ-Linie 4E ersetzt. Die Tramlinie 4 zweigt künftig beim Escher-Wyss-Platz auf die neue Strecke zum Bahnhof Altstetten Nord ab.
Voraussichtlich im Dezember 2017 wird auch die aufgeschobene Querung des Gleisfelds zwischen Hardplatz und dem TZW-Abschnitt Schiffbau–Escher-Wyss-Platz in Betrieb genommen werden. Durch die Verlängerung der Linie 8 via Escher-Wyss-Platz nach Werdhölzli sollte die Linie 17 nach ursprünglicher Planung wieder abgelöst werden, allerdings wird sie aufgrund der hohen Nachfrage nach aktueller Planung in der Hauptverkehrszeit weiterhin auf der Strecke Hardturm–Escher-Wyss-Platz–Hauptbahnhof–Albisgüetli verkehren.
Mit der Einbindung ins übrige Zürcher Tramnetz wird auch auf den künftigen Neubaustrecken der übliche städtische Fahrplantakt gelten. Zum Einsatz kommen zu je 50 % die «Cobra»-Trams und die „klassischen“ «Tram 2000».

## Bauarbeiten mit Bezug zum TZW

### Escher-Wyss-Platz
Mit dem kompletten Neubau der Gleisanlage am Escher-Wyss-Platz wird auch die Führung des Individualverkehrs neu organisiert und führt künftig über den Nordwesten des Platzes, anstelle des heutigen Kreisverkehrs um die Traminsel. Der Platz soll dadurch fussgängerfreundlicher werden.
Anstelle der heutigen Tramhaltestelle mit der markanten Brunnenskulptur «Sirius» (1972–2009) von Annemie Fontana unter der Hardbrücke kommt dort die neue Gleiskreuzung zu liegen. Die Tramhaltestelle wurde am 7. April 2009 in die Limmatstrasse verschoben, wobei die Zugänge zu den Trolleybussen auf der Hardbrücke neu gestaltet werden müssen. Im Südosten des Platzes entsteht eine grössere zusammenhängende Fläche durch die noch das aktive, normalspurige Anschlussgleis der Coop-Mühle («Swissmill») verläuft. Die künftige Gestaltung des Platzes wurde Ende 2007 im Rahmen eines Gestaltungswettbewerb weitgehend festgelegt, die Jury hat dabei die Weiterbearbeitung des Projekts «Nagelhaus» von Caruso St John Architects LLP (London) und Studio Thomas Demand (Berlin) beantragt.
Mit der neuen Gleisanlage wird unter anderem beabsichtigt, die aufwändigen Manöverfahrten am Tramdepot Hard überflüssig zu machen. Dazu soll das Depot einen neuen Westflügel erhalten, der den Einrichtungsbetrieb durch das Depot ermöglichen würde.

### Pfingstweidstrasse
Der zentrale Teil des TZW führt entlang der vierspurigen Pfingstweidstrasse, die durch das Quartier Escher Wyss führt. Seit 1973 nimmt sie beim Hardturm-Stadion den Verkehr der als N1 (heute A1H) eröffneten Autobahn ab und leitet ihn zur Hardbrücke, einem Teil der «provisorischen» Westtangente. Die Westtangente wiederum verbindet die in die Stadt hineinreichenden Autobahnäste A1L und A3W miteinander. Mit circa 42'000 Fahrten pro Tag ist sie eine der am stärksten befahrenen Strassen von Zürich. Die Kapazität soll auf rund 50'000 Fahrten pro Tag erhöht werden.
An der Pfingstweidstrasse stehen heute im betreffenden Abschnitt keine Wohngebäude, dafür eine ganze Reihe von Gewerbebauten und Industriebrachen. Zu den grossen Gebäudekomplexen an der Pfingstweidstrasse gehören das Swisscom-Fernmeldezentrum Herdern von Theo Hotz, der Engrosmarkt, das Hardturm-Stadion, das Verteilzentrum Herdern und Sitz der Genossenschaft Migros Zürich, und die ehemalige Toni-Molkerei Förrlibuck. Auf der Industriebrache der ehemaligen Maschinenfabrik Escher, Wyss & Cie. stehen inzwischen die Gewerbebauten Technopark und Westpark, sowie ein Accor-Hotelkomplex.
Als Nationalstrasse klassiert, können notwendige Umbauten und Erneuerungen der Pfingstweidstrasse vom Bund angeordnet werden, ohne die Zustimmung der Stadt einholen zu müssen. Da sich eine Sanierung der Strasse und der Werkleitungen ohnehin aufdrängt, wurde die Möglichkeit genutzt den Bau des TZW und die Strassensanierung aufeinander abzustimmen, um die heutige Asphaltwüste optisch etwas freundlicher zu gestalten. Von den Gegnern wird kritisiert, das der Strassenraum stark verbreitert werden soll und dadurch als Schneise durch das neu geplante Wohngebiet wirkt.

### Vulkanplatz
Die brach liegenden Parzellen an der Nordseite des Bahnhofs Altstetten sind Landreserven, die den Schweizerischen Bundesbahnen (SBB) gehören und nun ebenfalls verwertet werden sollen. Bereits vor einigen Jahren wurde ein Teil der Landreserve östlich der Europabrücke für den Bau der Unterhaltsanlage Herdern genutzt.
Westlich der Europabrücke soll der Vulkanplatz entstehen, ein öffentlicher Bahnhofplatz auf der Nordseite, der die Tramschleife samt Bushaltestelle aufnehmen wird. Die Parzelle zwischen künftigem Vulkanplatz und der Europabrücke wird nicht mehr für allfällige Betriebsanlagen der SBB frei gehalten, sondern wird im Rahmen des SBB-Projekts WestLink überbaut.
Der Projektwettbewerb und die Umsetzung von WestLink und dem Vulkanplatz finden grundsätzlich unabhängig vom TZW statt, sind allerdings terminlich aufeinander abgestimmt, um sicherzustellen das die notwendigen Anlagen auf dem Vulkanplatz rechtzeitig mit dem TZW fertiggestellt werden können.